# Kodeks 0273
Kodeks 0273 (Gregory-Aland no. 0273) – grecki kodeks uncjalny Nowego Testamentu na pergaminie, datowany metodą paleograficzną na IX wiek. Rękopis jest przechowywany w Londynie. Tekst rękopisu jest wykorzystywany w niektórych współczesnych wydaniach greckiego Nowego Testamentu. 

## Opis
Zachowały się 3 pergaminowe karty rękopisu, z greckim tekstem Ewangelii Jana (2,7-3,5; 4,23-37; 5,35-6,2). Karty mają rozmiar 33 na 26 cm. Tekst jest pisany dwoma kolumnami na stronę, 25 linijek tekstu na stronę. Jest palimpsestem, tekst górny zawiera menaion. 

## Tekst
Tekst rękopisu reprezentuje bizantyjską tradycję tekstualną. Kurt Aland zaklasyfikował tekst rękopisu do kategorii V, choć z pewnym wahaniem. 

## Historia
INTF datuje rękopis 0273 na IX wiek . 
Kodeks 0273 włączany był dawniej do 0133. Na listę greckich rękopisów Nowego Testamentu wciągnął go Kurt Aland, oznaczając go przy pomocy siglum 0273. Został uwzględniony w II wydaniu Kurzgefasste. Rękopis został wykorzystany w 26. wydaniu greckiego Nowego Testamentu Nestle-Alanda (NA26). Nie wykorzystano w NA27, NA28 i UBS4. 
Rękopis jest przechowywany w Bibliotece Brytyjskiej (Addition Manuscripts 31919, f. 29, 99, 101) w Londynie . 